# Journal des débats
Il Journal des débats è stato un quotidiano francese stampato dal 1789 al 1944, periodo durante il quale cambiò nome più volte.

## Storia
Fondato poco dopo le prime riunioni degli Stati Generali del 1789 da Gaultier de Biauzat, riportava le trascrizioni dei dibattiti dell'Assemblée nationale, e portava il titolo di Journal des débats et des décrets. Il 29 agosto 1789 fu acquisito da Baudoin; Louis-François Bertin e il fratello minore, anch'egli giornalista, l'acquistarono nel 1799.
Sotto forma di settimanale, più che di quotidiano, fu diretto per circa quarant'anni da Louis-François Bertin e rimase proprietà di famiglia per lungo tempo. Sotto il Primo Impero, il giornale era critico nei confronti di Napoleone Bonaparte, e l'Imperatore impose un nuovo nome, Journal de l'Empire (dal 1805 al 1814). Alla Prima Restaurazione il giornale prese il titolo di Journal des débats politiques et littéraires (1814-1864).
Con la Seconda Restaurazione, il Journal des débats era uno dei giornali conservatori, ma non era reazionario. Di fronte all'atteggiamento ultra-realista di Carlo X il giornale si spostò, negli anni 1827-1829, verso l'opposizione liberale. Pur non risparmiando critiche a Carlo X e al governo Polignac, il giornale non poteva tuttavia entrare in aperta opposizione al regime come invece fece Le National.
Con la Restaurazione e la Monarchia di Luglio il Journal des débats rimase il foglio più diffuso, dopo Le Constitutionnel: nel 1830 tirava 13 000 copie. Lasciò presto spazio nelle vendite a La Presse di Émile de Girardin, poi a Le Petit Journal.
Continuò ad apparire sino alla Seconda guerra mondiale e all'occupazione tedesca. Alla Liberazione (1944) fu chiuso.

## Direttori
- 1799-1842: Louis-François Bertin e Pierre Louis Bertin
- 1842-1854: Armand Bertin
- 1854-1871: Èdouard Bertin

## Collaboratori celebri
Ordinati alfabeticamente, con le date del periodo di collaborazione, si ricordano:
- Antoine Albalat
- Louis Simon Auger
- Jacques Babinet
- Honoré de Balzac (1844)
- Hector Berlioz (1835-1863)
- Castil-Blaze (1820-1832)
- Jean François Boissonade de Fontarabie
- Jean Bourdeau, traduttore di Schopenhauer
- François-René de Chateaubriand
- Étienne-Jean Delécluze (1822-1863) critico d'arte
- Charles-Marie de Féletz
- Ferdinando Petruccelli della Gattina
- Julien Louis Geoffroy (1800-1814)
- Victor Hugo
- Jules Janin (1832-1872)
- Joseph Kessel
- Léon Foucault
- Conrad Malte-Brun
- Alfred François Nettement
- Charles Nodier
- Édouard Rod (1857-1910)
- Eugène Sue
- Hippolyte Rigault
- Hippolyte Taine